# Saint-Plaisir
Saint-Plaisir település Franciaországban, Allier megyében. Lakosainak száma 423 fő (2022. január 1.). Saint-Plaisir Bourbon-l’Archambault, Couleuvre, Franchesse, Pouzy-Mésangy, Theneuille és Ygrande községekkel határos.

## Népesség
A település népessége az elmúlt években az alábbi módon változott:
| Lakosok száma | 677  | 511  | 388  | 417  | 396  | 388  | 379  | 376  | 392  | 423  |
|               | 1968 | 1982 | 1990 | 2006 | 2013 | 2015 | 2017 | 2019 | 2020 | 2022 |